# Sarojasattel
Der Sarojasattel (auch: Saruijersattel) ist ein Gebirgspass (Passhöhe 1626 m ü. A.) in den Alpen (Ostalpen, Nördliche Kalkalpen). Er befindet sich in Österreich (Bundesland Vorarlberg) und verbindet das Saminatal (Samina) in Frastanz mit dem Gemeindegebiet von Planken in Liechtenstein (Alp Gafadura) und dem Alpenrheintal.

## Lage und Besonderheiten
Der Sarojasattel liegt zwischen den südlich gelegenen, etwa 800 Meter Luftlinie entfernten, Drei Schwestern (2053 m ü. A.) und den nördlich gelegenen Bergspitzen: Sattelköpfle (1688 m ü. A.), etwa 300 Meter entfernt, und der etwa 850 Meter entfernten Sarojahöhe (auch nur Saroja, 1658 m ü. A.) Es handelt sich dabei um einen Passübergang mit alter, aber rein lokaler Bedeutung. Entsprechend einfach ist der Passweg ausgebaut, zu dem und über den bis heute nur ein Naturweg führt. Die Drei Schwestern, das Sattelköpfle und die Sarojahöhe bilden einen Teil der Grenze zwischen Liechtenstein und Österreich.
In der Schlacht bei Feldkirch (1799) im Rahmen des Zweiten Koalitionskriegs zwischen französischen und österreichischen Truppen hatte der Sarojasattel kurzzeitig eine strategische Bedeutung.
Über den Sarojasattel, das Mattlerjoch und das Bettlerjoch verliefen während des Zweiten Weltkriegs Fluchtrouten von Österreich nach Liechtenstein und weiter in die Schweiz für von der Nationalsozialistischen Diktatur Verfolgte.

## Gewässer
Westlich unterhalb des Sarojasattel, auf Liechtensteinischer Seite, entspringt ein Bach und entwässert in den Grosslochbach.

## Wandern
Die nächstgelegenen Wander-Stützpunkte sind die Feldkircherhütte (1204 m ü. A.) und die Gafadurahütte (1428 m ü. A.), und der Sarojasattel ist zu Fuß gut erreichbar. Von der nordöstlich gelegenen Sarojaalpe (auch: Hinterälpele) ist der Sarojapass etwa 550 Meter Luftlinie entfernt, von der südwestlich gelegenen Alp Gafadura etwa 450 Meter.
Über den Sarojasattel führt ein Teil des Fernwanderweges Via Alpina (R56).
Das gesamte Gebiet um den Sarojasattel bedingt Trittsicherheit, teilweise Schwindelfreiheit und alpine Ausrüstung mit guten Bergschuhen.

## Nicht realisierte Luftseilbahn
Im Juli 1969 wurde vom Verkehrsverein Liechtensteiner Unterland eine Drei-Schwestern-Luftseilbahn angedacht. Am 23. Oktober 1971 erfolgte die Gründung der Drei Schwestern Luftseilbahn AG. Auf einem Plateau beim Sarojasattel sollte die Bergstation der Drei Schwestern Luftseilbahn gebaut werden. Die Talstation war an der Landstraße in Schaanwald gegenüber der Abzweigung nach Mauren geplant. Mit der Agrargemeinschaft Alpgenossenschaft Frastanz wurde im März 1972 ein Baurechts- und Pachtvertrag für die Benützung des Alpgeländes für diese Luftseilbahn abgeschlossen. Die Liechtensteinische Regierung erteilte am 30. Januar 1973 der Dreischwestern Luftseilbahn AG eine Gewerbebewilligung, und diese erhielt eine Konzession des schweizerischen Energiewirtschaftsdepartements.
In weiterer Folge war auch eine Erschließung des Hinterälpeles mit einem Schilift (Förderleistung 1000 Personen/Stunde) und einem Übungslift geplant. Die Drei-Schwestern-Luftseilbahn sollte als Pendelseilbahn mit zwei Kabinen zu je 80 Personen (Förderleistung 700 Personen/Stunde) ausgeführt werden. Bei der Bergstation war zudem ein Bergrestaurant mit Aussichtsterrasse (400 Sitzplätze) und drehbarem Innenraum (200 Sitzplätze) vorgesehen.
Es wurde mit einer Frequenz von jährlich etwa 170.000 Personen gerechnet (110.000 im Sommer, 60.000 im Winter), die Baukosten wurden zuerst mit 7,3 Millionen Schweizer Franken berechnet, später wurden auch Baukosten von 15 Millionen Schweizer Franken kolportiert.
Gegen diese Pläne wurden in Liechtenstein (vor allem durch die am 8. Februar 1973 gegründete Liechtensteinische Gesellschaft für Umweltschutz, LGU) Bedenken angemeldet. Auch in Vorarlberg fanden diese Ausbaupläne nicht viele Befürworter. Der Bau wurde in weiterer Folge immer weiter aufgeschoben (ursprünglich war im Dezember 1972 die Eröffnung geplant).
Auf Grund der Bedenken in Vorarlberg, vor allem in der Marktgemeinde Frastanz, wurde von der Vorarlberger Landesregierung am 30. Juni 1976 eine Fläche von 498,4 ha als geschützter Landschaftsteil ausgewiesen, in dem ausdrücklich der Bau von Seilbahnen, Schleppliften und weiteren Aufstiegshilfen untersagt wurde.